# Койоакан
Койоака́н (исп. Coyoacán) — поселение в Мексике, ныне — часть столичной территории Мехико.

## Название
Название «Coyohuacán» имеет ацтекские корни и происходит, вероятно, от названия земля койотов.

## История

### Основание

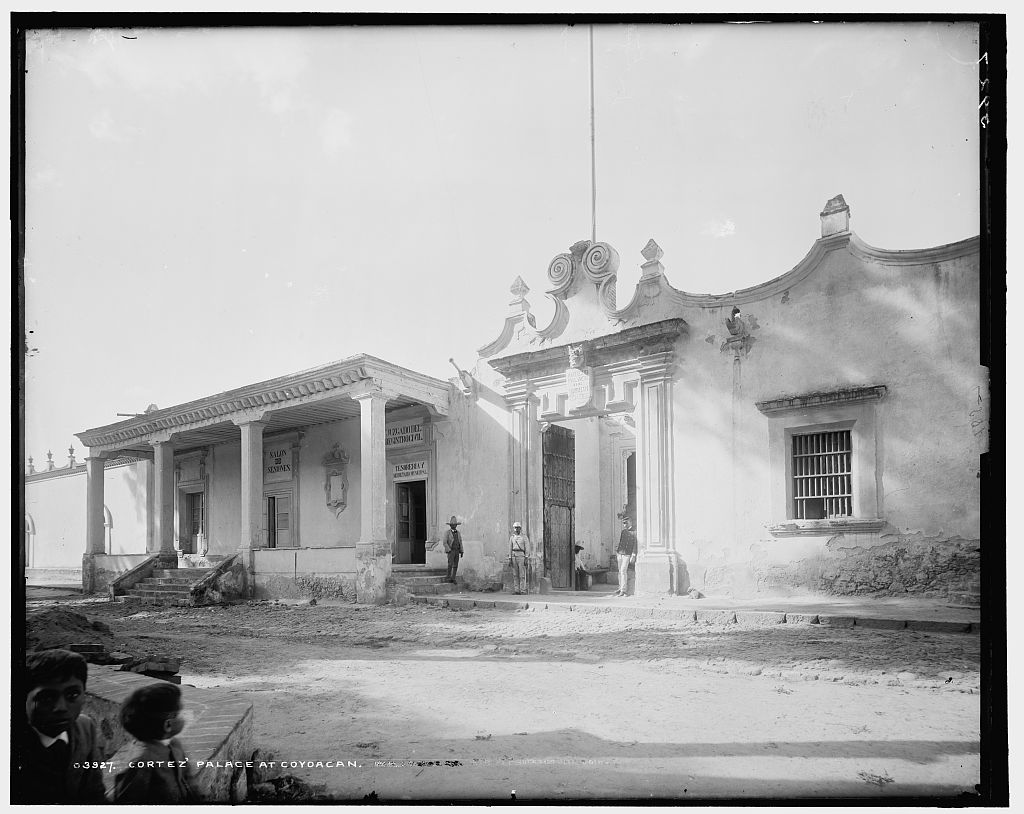
Дворец Эрнана Кортеса в Койоакане. Фото сделано между 1880 и 1897 годами

Поселение народа Тепанеки с таким названием находилось на южном берегу озера Тескоко. Предположительное время основания — 10-12 в н. э. Было покорено империей ацтеков, от которых владение поселением перешло к испанцам. 13 декабря 1527 Эрнан Кортес основал в Койоакане Королевскую аудиенсию.

### В 20-м веке
В районе Койоакан в 1907 году родилась (и прожила большую часть жизни) будущая художница Фрида Кало. Здесь же расположен её дом-музей.
В 1940 году в Койоакане был убит Лев Троцкий. В память о нём, в 1990 году был открыт дом-музей.
В 1949 году в районе Койоакан начато строительство университетского городка Национального автономного университета.
После землетрясения в сентябре 1985 года в Койоакан переехал основанный Альфредо Гуати Рохо первый в мире музей акварели.